# Erdődy László Ádám
Monyorókeréki gróf  Erdődy László Ádám (1679. szeptember 29. – Nyitra, 1736. május 12.) megyés püspök.

## Élete
Erdődy Kristóf kamaraelnök és Pálffy Zsuzsanna fia.  Pozsonyban és Bécsben tanult a jezsuitáknál. 1698. október 25-én lett a római Collegium Germanicum et Hungaricum növendéke, teológiai doktorátust szerzett és 1701-ben papként tért haza. Előbb rákonyi apát lett, majd 1701-től között győri kanonok, egyben pápóci prépost. 
1701-től Árva vármegye főispánja, 1704-től a magyar kancellária tanácsosa, 1706-tól Nyitra vármegye örökös főispánja. Aktív szereplője volt a korabeli országgyűléseknek, hivatali kötelezettségeinek megfelelően Bécsben élt. 1720 és 1725 között alkancellár és titkos tanácsos, 1725-től haláláig királyi kancellár volt.
1706-tól nyitrai püspök, de győri javadalmait is megtartotta. Kijavíttatta a háborúkban megrongálódott nyitrai székesegyházat és új püspöki palotát építtetett. Kormányzata idején egyházmegyéjében számos új templom építését támogatta, és körülbelül ötvenezer lelket térített vissza a katolikus hitre. Nyitrán hunyt el 1736 májusában és Szomolányban helyezték örök nyugalomra.

## Műve
- 1695 Divus Ladislaus Hungariae rex... nationis Hungaricae tutelaris... Wien